# Clan Graham
Clan Graham (Greumaich nan Cearc) es un clan escocés que poseyó tierras tanto en las Tierras Altas de Escocia como en las Tierras Bajas.

## Historia

### Orígenes del clan
Existe una tradición que cuenta que el primer Graham fue un Greme que rompió el muro de Antonino y expulsó de Escocia a las legiones romanas. No obstante, lo más probable es que los jefes de Clan Graham fueran de origen anglonormando. El Manor de Gregham aparece en el Domesday Book de Guillermo el Conquistador. Cuando David I reclamó el trono de Escocia, Graham era uno de los caballeros que le acompañaba. Sir William de Graham estuvo presente en la erección de la abadía de Holyrood, firmando su carta de fundación.
Las primeras tierras que los jefes de Clan Graham parecen haber poseído se localizaban alrededor de Dalkeith en Midlothian. Sir Nicholas de Graham asistió al Parlamento de 1290 donde se firmó el Tratado de Birgham.

### Guerras de Independencia escocesa

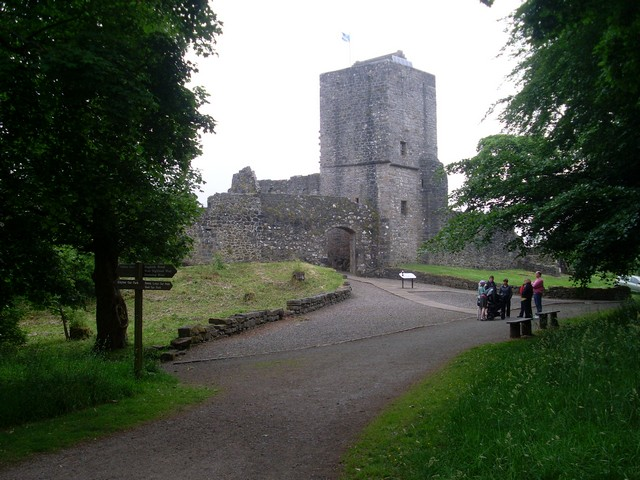
Mugdock Castle, fortaleza del clan.

El Clan Graham luchó en la batalla de Dunbar en 1296 dónde Sir Patrick de Graham de Kincardine fue el único escocés en no retroceder y en cambio luchar hasta la muerte.
Sir John de Graham, era un amigo y seguidor de William Wallace. John de Graham es considerado un héroe tras rescatar a Wallace en Queensbury y era considerado como la mano derecha de Wallace, que estaba junto a él cuando resultó muerto en 1298 en la batalla de Falkirk. El nombre de John de Graham pervive aún en el distrito de Grahamston. Aún se puede contemplar la tumba de Sir John de Graham en la iglesia de Falkirk, contre lápidas de periodos sucesivos sobre ella. Una gran espada de dos manos perteneciente a sir John se conserva en Buchanan Castle. Otra es albergada actualmente por la logia masónica en Auchterarder.
El Clan Graham también luchó contra los ingleses en la batalla de Durham en 1346, en apoyo de David II. El Grahams adquirió las tierras de Mugdock al norte de Glasgow, donde construyeron un robusto castillo alrededor de 1370.
John Stewart en su libro Los Grahams, declara que "La mayoría de los Clanes escoceses estarían orgullosos de tener un gran héroe. Los Grahams tienen tres." Se refiere a Sir John de Graham, al marqués de Montrose y al Vizconde de Dundee.

### SiglosXVyXVI
El Clan Graham luchó en la Batalla de Sauchieburn dirigidos por el tercer Señor Graham. La batalla ruvo lugar el 11 de junio de 1488, junto al Sauchie Burn, un riachuelo aproximadamente dos millas al sur de Stirling, Escocia. En 1504, Sir Graham, fue creado conde de Montrose. Lucharía en priimera línea de la vanguardia escocesa contra los ingleses en la batalla de Flodden Field en 1513, durante las guerras anglo-escocesas donde perdería la vida. El Clan Graham estaba entre los clanes presentes en la batalla de Pinkie Cleugh 1547, donde Robert, el primogénito del segundo conde resultó muerto.

### SigloXVIIy Guerra Civil

#### James Graham, I marqués de Montrose
Uno de los jefes más notables del Clan Graham fue James, marqués de Montrose, un poeta, pero sobre todo, uno de los más destacados realistas de su época. Jugó un papel crucial en la Guerra Civil Escocesa y fue reconocido como jefe de los Grahams. Montrose obtuvo la victoria en las batallas de Batalla de Tippermuir - con el apoyo de Alaster M'Coll Keitach (conocido como Alasdair MacColla McDonald) y sus soldados irlandeses, Aberdeen,  Inverlochy (1645), Auldearn, Alford, y Kilsyth. Después de varios años de continuas victorias, Montrose fue finalmente derrotado en la Batalla de Philiphaugh el 13 de septiembre de 1645 por el ejército covenanter de David Leslie, Señor de Newark, restaurando el poder del Comité de Estados.
En 1646 Montrose puso sitio al Castillo Chanonry de Ross que estaba controlado por el Clan Mackenzie y lo ocupó después de cuatro días. En marzo de 1650 capturó Dunbeath Castle al Clan Sinclair, que más tarde le apoyarían en Carbisdale. Montrose fue derrotado en la Batalla de Carbisdale por los Munros, Rosses, Sutherland y el Coronel Alexander Strachan. Fue posteriormente capturado y ejecutado en Edimburgo en 1650.

#### John Graham, Vizconde de Dundee
Otro Graham destacado fue John, Vizconde de Dundee también conocido como "Bonnie Dundee". Por medio de sucesivas compras y herencias, el territorio de los Graham estaban entre las más ricas de Escocia a finales del siglo XVII.
El Vizconde de Dundee dirigió un pequeño ejército gubernamental de caballería que fue sorprendido y derrotado en la Batalla de Drumclog en 1679 por una fuerza rebelde Covenanter (las estimaciones sugieren que Graham estaba en inferioridad por 4-1). No obstante, logró la victoria en la Batalla de Bothwell Brig donde sofocó una rebelión Covenanters. La batalla tuvo lugar el 22 de junio de 1679 en Lanarkshire.
Dundee fue nombrado Comandante en Jefe de todas las Fuerzas escocesas por Jacobo VII pero murió en la batalla de Killiecrankie al frente de las Fuerzas Jacobitas frente al ejército guillermita en 1689.

### SigloXVIIIy revueltas Jacobitas
El Clan Graham no participó en las Revueltas Jacobitas y permanecieron neutrales. Los Highlanders pueden agradecer a James Graham, III duque de Montrose por la revocación en 1782 del Acta de Vestimenta de 1746 que prohibía llevar el traje de. Convenció al Parlamento para derogar la ley que prohibía a los escoceses vestir sus tartanes.

## Castillos
- Mugdock Castle, sede de los jefes Graham y Duques de Montrose.[2] Ha sido propiedad de los Graham desde mediados del siglo XIII.
- Buchanan Castle en Stirlingshire, sede delactual del jefe de Clan Graham.
- Claypotts Caslte, de los Grahams de Claverhouse.
- Dalkeith Palace, propiedad de los Grahams del siglo XII pero pasó al Clan Douglas en torno a 1350.
- Mains Castle (también conocido como Fintry Castle), originalmente propiedad del Clan Stewart pero pasó a manos de los Graham en 1350, que son los constructores del castillo actual. El castillo fue vendido al Clan Erskine en el siglo XIX y luego a los Cairds. Posteriormente fue entregado al pueblo de Dundee.
- Inchtalla Castle, sede de los Grahams Condes  de Menteith.
- Kincardine Castle, Auchterarder era un castillo sustancial que fue poseído por los Grahams desde aproximadamente 1250. No obstante, el castillo fue derribado por Campbell conde de Argyll en 1646.
- Castillo de Sir John Graham, también conocido como castillo de Graham, o Dundaff Castle, donde se dice que nació el legendario Sir John de Graham,[21] que luchó en la Batalla del Puente de Stirling en 1297.

## Tartan
| Imagen de @Tartan | Notas                                                          |
| ----------------- | -------------------------------------------------------------- |
|                   | Tartán Graeme, según aparece en el Vestiarium Scoticum de 1842 |